# 増田由紀夫
増田 由紀夫（ますだ ゆきお、1963年2月28日 - ）は大阪府出身の元俳優。

## 来歴
大阪市立東高等学校卒業。1989年、『修羅場の人間学』でデビューし、1996年、『ウルトラマンティガ』にテレビ出演した。大阪弁を話す役柄が多い。趣味は野球観戦（阪神タイガースファン）。

## 出演

### テレビドラマ
- ずっとあなたが好きだった（1992年、TBS） - 益田行雄 役
- ビーナスハイツ（1992年、MBS） - 荒井武彦 役
- 清左衛門残日録（1993年） - 藤川金吾 役
- OLたちのざけんなヨ!!「社員旅行は大ッ嫌い!」（1993年4月23日、フジテレビ）
- 特捜ロボ ジャンパーソン（1993年、テレビ朝日） - 豪田寛次刑事 役
- スウィート・ホーム（1994年、TBS） - 鈴木広司 役
- グッドモーニング（1994年、フジテレビ）
- 牟田刑事官事件ファイル（テレビ朝日） - 中山刑事 役 ※1994年放送のシリーズ第19作より
- 僕が彼女に、借金をした理由。（1994年、TBS）
- これでいいのだ（1994年、NHK）
- 人生は上々だ（1995年、TBS）
- 古畑任三郎（1996年、フジテレビ） - 金井 役
- ウルトラシリーズ
  - ウルトラマンティガ（1996年、MBS） - ホリイ 役
  - ウルトラマンダイナ（1997年、MBS） - ホリイ・マサミ 役
- 竜馬におまかせ!（1996年、日本テレビ系列）- 村田蔵六 役
- ドラマ新銀河（NHK）
  - おんなは全力疾走!（1997年） - 不動産屋 役
- 成田離婚（1997年、フジテレビ）ゲスト
- 甘い結婚（1998年、フジテレビ）
- 大河ドラマ 徳川慶喜（1998年、NHK）-  銀次 役
- 連続テレビ小説 やんちゃくれ（1998年、NHK）-  安岡篤 役
- 美少女H2（1998年、フジテレビ）第2話「Please Mr.Tomorrow」
- ニュースキャスター霞涼子（1999年、テレビ朝日）第2話ゲスト
- 救命病棟24時（1999年、フジテレビ）第3話ゲスト - 旅行会社営業員 役
- 火曜サスペンス劇場（日本テレビ）
  - 「冬の駅」（1999年）
  - 「十七年目の秘密 定時制教師・石本歩」（2004年）
- GTOドラマスペシャル（1999年、関西テレビ／フジテレビ） - 聖アカデミー学園学年主任 役
- 救急ハート治療室（1999年、関西テレビ／フジテレビ）
- ブースカ! ブースカ!!（1999年、テレビ東京） - 屯田大作 役
- 渡り番頭・鏡善太郎の推理（2000年）
- 花村大介（2000年、関西テレビ）第2話ゲスト
- ロング・ラブレター〜漂流教室〜（2002年、フジテレビ） - 平沼 役
- ナースのお仕事4（2002年、フジテレビ）7話ゲスト
- 女と愛とミステリー（テレビ東京）
  - 「事件記者 浦上伸介2」（2002年） - 梶浦弘三 役
  - 「湯けむり殺人案内 なんにも専務の名推理」（2003年1月） - 大沢 役
  - 「48時間の恐怖・時計の針がナイフに変わるとき」（2004年1月） - 北田正夫 役
- 浅見光彦シリーズ15「金沢殺人事件」（2003年、フジテレビ） - 岡林刑事 役
- あなたの人生お運びします!（2003年）第10話ゲスト
- 土曜ワイド劇場
  - はみだし弁護士・巽志郎7「運命の再会…愛しき人妻との湯けむり行脚!磐梯山・猪苗代湖に消えたアリバイの証人を追え!!」（2003年4月19日）昭和タクシー運転手・佐藤義雄 役
  - タクシードライバーの推理日誌 - 山下係長 役
    - 18「バックミラーの殺意」（2004年4月3日）
    - 19「京都〜金沢、老舗料亭の母娘に悲しい秘密」（2004年10月30日）

  - おかしな刑事3「居眠り刑事とエリート女警視父娘が超高級エステに潜入捜査!美人モデル連続殺人 伊香保温泉に金と愛欲の罠!」（2006年6月24日）- 渡辺克夫 役
  - 「瀬戸内しまなみ殺人海流」（2008年2月）- 吉井刑事 役
- こちら本池上署（2004年） - 神崎辰雄 役
- ドクター小石の事件カルテ血痕（2004年）
- 大奥〜第一章〜 スペシャル版（2005年4月8日） - 徳川秀忠付 側近 役

### 映画
- 修羅場の人間学（1989年、東映）
- 集団左遷（1994年、東映）
- 龍虎兄弟 BLOOD BROTHERS
- ウルトラシリーズ
  - ウルトラマンティガ&ウルトラマンダイナ 光の星の戦士たち（1998年、松竹） - ホリイ・マサミ 役
  - ウルトラマンティガ THE FINAL ODYSSEY（2000年、松竹） - ホリイ・マサミ 役
- のど自慢（1999年、東宝）

### ビデオ
- 闇金の帝王 銀と金5 相続殺人（1996年、ケイエスエス）
- ウルトラシリーズ
  - ウルトラマンティガ外伝 古代に蘇る巨人（2001年、バンダイ）  - ナニワ 役
  - ウルトラマンダイナ 帰ってきたハネジロー（2001年、バンダイ） - 屯田大作 役

### 舞台
- にくいあんちくしょう（1991年）
- その場しのぎの男たち（2004年） - 向畑治三郎 役

### CM
- トレード&バトル カードヒーロー